# Jevgenij Trefilov
Jevgenij Vasiljevitj Trefilov (ryska: Евгений Васильевич Трефилов), född 4 september 1955 i dåvarande Sovjetunionen, är en handbollstränare som numera har slutat med sina tränaruppdrag. Trefilov var en auktoritär tränare, och han reagerade mycket känslomässigt under matcherna.

## Spelare
Jevgenij Trefilov började spela handboll vid 15 års ålder och spelade under spelarkarriären för Uroskaj Krasnodar, Dynamo Astrachan och Burevestnik Krasnodar. Hans största framgång i  spelarkarriären var en bronsmedalj i Spartakiaden i Sovjetunionen 1983. 

## Klubbtränare
Mellan 1984 och 1990 tränade Jevgenij Trefilov GK Kuban Krasnodar, hans första damlag. Klubben vann ryska mästerskapet under hans ledning 1989. Från 1992 till 1994 tränade han Rossijanka Volgograds damer i två år. 1998 återvände Trefilov till damhandbollen efter ett kort mellanspel i ryska herrlandslaget och blev tränare för AdyIF Maikop. 1999 tog han över tränarposten i GK Lada, som vann ryska mästerskapet fem år i följd 2002, 2003, 2004, 2005 och 2006, och Cupvinnarcupen 2002. 2006 lämnade han Lada och tränade sedan Zvezda Zvenigorod. Zvezda vann ryska mästerskapet och EHF-cupen 2007 och året efter även Champions League 2008. 
Sommaren 2011 tog Zdravko Zovko över som tränare i Zvezda Zvenigorod. Trefilov återvände till GK Lada, som vann EHF-cupen 2012. Han tränade sedan Kuban Krasnodar. Från januari 2016 var Trefilov en del av tränarstaben för GK Astrachanotska fram till slutet av säsongen 2015/16, vars damlag vann ryska mästerskapet . Han tog därefter över coachingen i Kuban Krasnodar igen.

## Landslagstränare
Från 1993 till 1995 var han assisterande tränare för det ryska damlandslaget. Efter att ha tränat det ryska damjuniorlandslaget blev Trefilov assisterande förbundskapten för det ryska herrlandslaget 1997. Ryssland vann sedan VM 1997.
Den 28 december 1999 tog Trefilov över tränarposten i Rysslands damlandslag, som därefter vann VM 2001, 2005, 2007 och 2009. Andra stora framgångar var EM-silver 2006 samt OS-silver 2008 samt brons i EM 2000 och 2008. Han avsattes som förbundskapten efter VM 2009. I september 2013 återvände Trefilov som förbundskapten för damlandslaget. 2016 blev Ryssland olympisk mästare under hans ledarskap. I EM 2018 i Frankrike tog Ryssland silver efter förlust i finalen mot hemmanationen Frankrike.
Efter att ha lidit av hjärtproblem genomgick Trefilov en operation i februari 2019 och pausade i tre månader. I augusti 2019 avgick han från sina tränaruppdrag i Kuban Krasnodar och det ryska landslaget. Han tog senare över som vice ordförande för det ryska handbollsförbundet.